# Aleksandr Michajlovič Rimskij-Korsakov
Aleksandr Michajlovič Rimskij-Korsakov in russo Александр Михайлович Римский-Корсаков? (Mosca, 24 agosto 1753 – San Pietroburgo, 25 maggio 1840) è stato un generale russo.

## Biografia
Rimskij-Korsakov entrò giovanissimo nella carriera militare e combatté fra il 1788 e il 1789 nella guerra russo-turca del 1787-1792, quindi nella guerra russo-svedese del 1788-1790. Divenne poi maggior generale del reggimento Semenovsky dell'imperatrice Caterina II, assegnato all'accompagnamento del conte di Artois in Gran Bretagna. Di lì si spostò in Fiandra a rinforzare l'armata comandata dal principe di Coburgo con il quale partecipò alla battaglia di Fleurus. Ritornato a San Pietroburgo, combatté nell'esercito comandato dal conte Valerian Zubov in una spedizione contro la Persia e quindi fu inviato dallo Zar Paolo I a combattere contro i francesi nella campagna del 1799 delle guerre rivoluzionarie francesi.
Paolo I diede a Rimskij-Korsakov il comando di un'armata di 40.000 uomini con l'incarico di cacciare i francesi dalla Svizzera. Rimskij-Korsakov giunse a Zurigo per incontrarsi con l'armata austriaca, forte di 25.000 uomini, al comando del generale Friedrich von Hotze; l'esercito del generale Suvorov stava già per riunire le due armate ma non arrivò in tempo utile. I francesi, sotto il comando di Andrea Massena, attaccarono il 25 settembre 1799 nella seconda battaglia di Zurigo, ottenendo una vittoria che obbligò Rimskij-Korsakov a ritirarsi. Egli guidò i resti della sua armata verso Lindall dove si ricongiunse con l'armata di Suvorov a cui toccò il comando dell'armata riunita. Questa armata si ritirò in Boemia prima che lo zar Paolo I la richiamasse in patria per l'inverno incombente.
Con la salita al potere dello zar Alessandro I nel 1801, Rimskij-Korsakov venne nominato generale di cavalleria. Egli si ritirò presto dalla carriera militare e dal 1805 al 1830 fu governatore generale della Lituania. Morì nel 1840 a San Pietroburgo quando era membro del Consiglio di Stato dell'Impero russo.